# Ото II (Бавария)
Вижте пояснителната страница за други личности с името Ото II.
Ото II Светлейши Вителсбах (на немски: Otto II. der Erlauchte; * 7 април 1206, Келхайм; † 29 ноември 1253, Ландсхут) от фамилията Вителсбахи, е от 1206 до 1253 г. херцог на Бавария и от 1214 до 1253 г. пфалцграф при Рейн.

## Живот
Син е на херцог Лудвиг I Баварски († 1231) и Людмила Чешка (* 1170, † 4 август 1240), вдовица на граф Алберт III от Боген (1165 – 1197).
Ото е сгоден на 6 години за Агнес фон Брауншвайг (* 1201, † 1267) от фамилията Велфи, наследничка на пфалцграфство при Рейн (по-късния Курпфалц), дъщеря на Хайнрих V Стари от Брауншвайг и съпругата му пфалцграфиня Агнес фон Хоенщауфен. Двамата се женят на през май 1222 г. Със собствеността на графа от Боген идва към Бавария през 1242 г. и техният бяло-син герб, който и до днес е в състава на баварския държавен герб.
Ото II е поддръжник на император Фридрих II. Той омъжва на 1 септември 1246 г. дъщеря си Елизабет Вителсбах за неговия син Конрад IV, престолонаследника на династията Хоенщауфен.
Ото умира през 1253 г. и е погребан в бенедиктския манастир Шайерн.

## Деца
Херцог Ото II и Агнес фон Брауншвайг имат пет деца:
- Елизабет Вителсбах (1227 – 1273), 1. ∞ 1246 крал Конрад IV (1228 – 1254), 2. ∞ 1258 в Мюнхен граф Майнхард II, по-късно херцог на Каринтия (1235 – 1295)
- Лудвиг II Строги (1229 – 1294), 1. ∞ 1254 херцогиня Мария от Брабант (1226 – 1256), 2. ∞ 1260 Анна, дъщеря на херцог Конрад II (1240 – 1271), 3. ∞ 1273 графиня Матилда Хабсбургска Хабсбург (1253 – 1304)
- Хайнрих XIII (1235 – 1290) ∞ 1244 принцеса Елизабет от Унгария (1236 – 1271)
- София (1236 – 1289) ∞ 1258 граф Гебхард IV фон Зулцбах-Хиршберг (1220 – 1275)
- Агнес (1240 – 1306), монахиня в манастир Зелигентал.